# 貞慎院
貞慎院（ていしんいん、文化4年12月21日（1808年1月18日） - 明治5年2月22日（1872年3月30日））は、江戸時代後期の女性。尾張藩第12代藩主・徳川斉荘の正室（御簾中）。父は徳川斉匡。母は貞子女王。別名は猶姫。

## 生涯
田安徳川家3代当主の徳川斉匡の娘として生まれる。母は正室の貞子女王。
猶姫には何人もの兄弟がいたが、斉匡は実兄である将軍徳川家斉の息子（猶姫の従弟にあたる）徳川斉荘を養嗣子として天保7年（1836年）に跡を継がせ、猶姫をその正室とした。天保10年（1839年）、斉荘は田安家を離れて尾張徳川家を継いだ。
斉荘と猶姫の間に子供はできなかった。1845年（弘化2年）に斉荘が死去すると貞慎院と号した。
1872年（明治5年）、死去。